# Freskenzyklus der Kirche St. Wolfgang
Der Freskenzyklus in der Kirche St. Wolfgang in Hünenberg im Kanton Zug beschreibt in zweimal zwölf Feldern das Leben und Wirken des heiligen Wolfgang. Die in Seccotechnik gemalten Bilder, sind mit grauen Linien in die Architektur der Kirche eingebunden.

## Geschichte
Der Zyklus entstand durch einen unbekannten Meister im zweiten Viertel des 17. Jahrhunderts. Die Wandmalereien wurden anlässlich der Restaurierung der Kirche St. Wolfgang im Jahr 1909 wiederentdeckt, dabei aber wieder zugedeckt. Erst während der Restaurierung der Kirche zwischen 1946 und 1949 legte man den Zyklus frei, restaurierte und ergänzte ihn. Er befindet sich in einem eher schlechten Zustand und hat viele Fehlstellen. Dies vor allem, da in die Oberfläche Löcher geschlagen wurden, damit der Verputz besser haftete, als man die Bilder überdeckte. Diese Hicklöcher haben einige wichtige Stellen des Zyklus beschädigt, so dass viele Ergänzungen gemacht werden mussten. Wegen fehlerhafter Restaurierung 1949 musste 2009 erneut aufwendig restauriert werden. So wurden die Hicklöcher mit einem zu groben Mörtel aufgefüllt und die Retuschen mit nicht reversiblen Farben vorgenommen. Auch wurde zum Abschluss mit einer Kaseinlasur überzogen. Die Kaseinlasur bildete aber eine sehr grosse Oberflächenspannung und riss damit die Originalfarbe vom Untergrund ab. Auch wurden die Ergänzungen von 1949 klarer abgetrennt. Die Ergänzungen orientieren sich am Wolfgangzyklus in der Kapelle Saint-Loup bei Düdingen.

## Darstellung

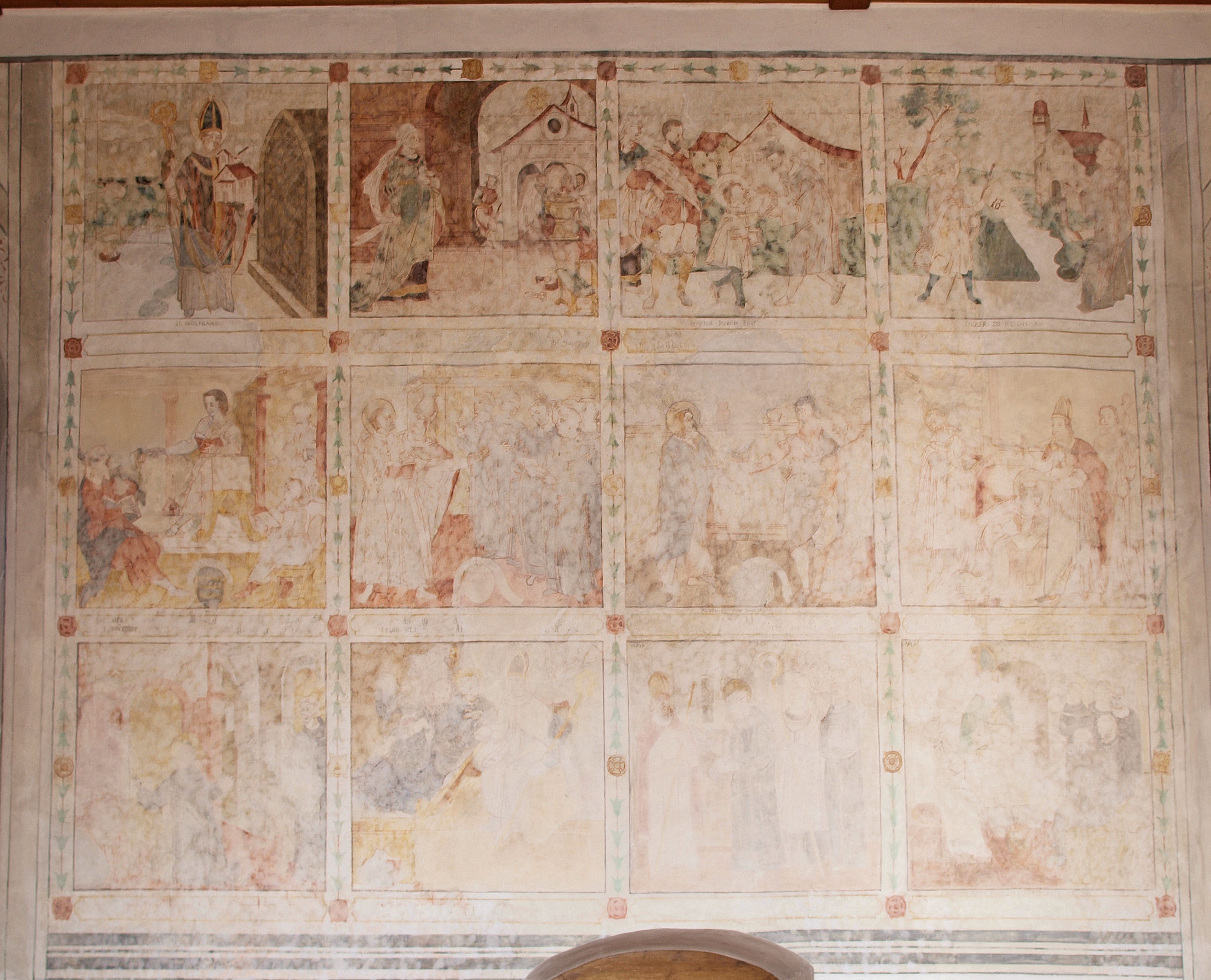
Der Freskenzyklus an der Nordwand
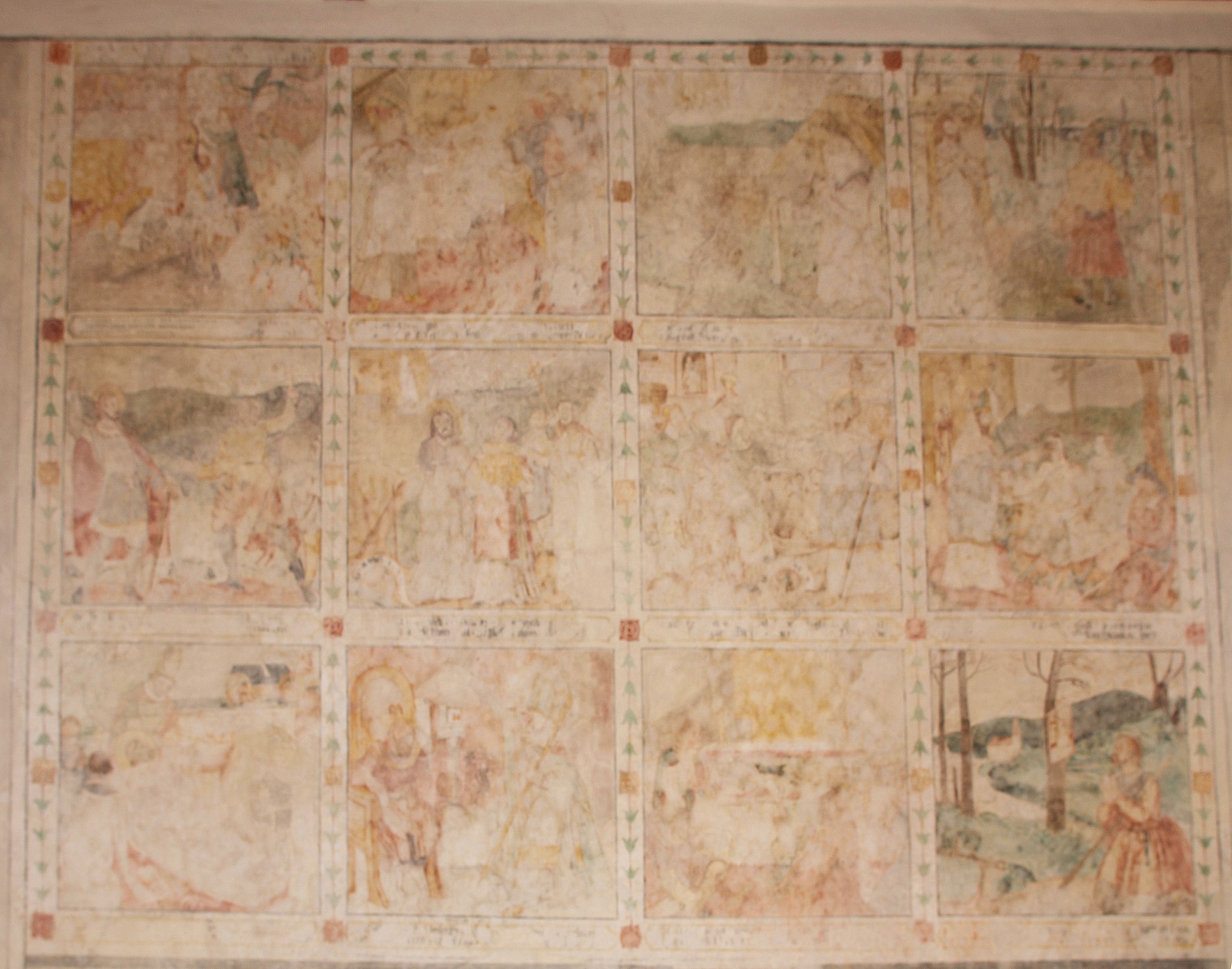
Der Freskenzyklus an der Südwand

Die Geschichte beginnt, chronologisch geordnet, mit dem obersten linken Bild an der Nordwand. Die ursprünglichen Tituli, also die erläuternde Beschriftung, ist verloren. Daher wird die heutige Interpretation der Bilder verwendet, die sich auch am Wolfgangzyklus von Düdingen orientiert.
| Bildnr. | Lage                          | Inhalt                                                                             | Bemerkungen                                                        | Bild |
| ------- | ----------------------------- | ---------------------------------------------------------------------------------- | ------------------------------------------------------------------ | ---- |
| 1       | Nordwand oben, links aussen   | St. Wolfgang als Bischof, mit Kirchenmodell und Stab vor der Klause am Wolfgangsee |                                                                    |      |
| 2       | Nordwand oben, links innen    | Taufe                                                                              |                                                                    |      |
| 3       | Nordwand oben, rechts innen   | Der Vater übergibt Wolfgang einem Priester zur Unterweisung                        |                                                                    |      |
| 4       | Nordwand oben, rechts aussen  | Ankunft in Reichenau                                                               |                                                                    |      |
| 5       | Nordwand Mitte, links aussen  | Disputation in der Trierer Domschule                                               |                                                                    |      |
| 6       | Nordwand Mitte, links innen   | Dekan in Trier                                                                     |                                                                    |      |
| 7       | Nordwand Mitte, rechts innen  | Abschied vom Vater vor dem Eintritt ins Kloster Einsiedeln                         |                                                                    |      |
| 8       | Nordwand Mitte, rechts aussen | Priesterweihe in Einsiedeln                                                        |                                                                    |      |
| 9       | Nordwand unten, links aussen  | Wolfgang betet in Kirche                                                           | vermutlich mit Erscheinung des Heiligen Otmar (unklar)             |      |
| 10      | Nordwand unten, links innen   | Ankunft in Regensburg                                                              | unsicher da stark zerstört                                         |      |
| 11      | Nordwand unten, rechts innen  | Bischofsweihe                                                                      | unsicher da stark zerstört                                         |      |
| 12      | Nordwand unten, rechts aussen | St. Wolfgang mit Mönchen                                                           | vermutlich St. Emmeram, Mondsee (unklar)                           |      |
| 13      | Südwand oben, links aussen    | Dämonen stören Predigt des Heiligen                                                |                                                                    |      |
| 14      | Südwand oben, links innen     | Wolfgang verteilt Gaben                                                            |                                                                    |      |
| 15      | Südwand oben, rechts innen    | Wolfgang baut Kirche                                                               |                                                                    |      |
| 16      | Südwand oben, rechts aussen   | Jäger finden den Einsiedler                                                        |                                                                    |      |
| 17      | Südwand Mitte, links aussen   | Feldzug in Frankreich                                                              |                                                                    |      |
| 18      | Südwand Mitte, links innen    | Wolfgang kehrt nach Regensburg zurück                                              |                                                                    |      |
| 19      | Südwand Mitte, rechts innen   | Heilung einer Besessenen                                                           |                                                                    |      |
| 20      | Südwand Mitte, rechts aussen  | Heilung eines Krüppels                                                             |                                                                    |      |
| 21      | Südwand unten, links aussen   | Tod Wolfgangs in Pupping                                                           |                                                                    |      |
| 22      | Südwand unten, links innen    | Wolfgang vor dem Kaiser Heinrich, dem er das Kaisertum vorausgesagt hat            |                                                                    |      |
| 23      | Südwand unten, rechts aussen  | Speisung der Armen                                                                 |                                                                    |      |
| 24      | Südwand unten, rechts aussen  | Ein Pilger betet vor dem Wolfgangsbild, das an einem Baum hängt                    | Ein Hinweis auf die Gründungsgeschichte der Kirche (eine von vier) |      |